# (39315) 2001 UA10
2001 يو أي 10 (ويعرف أيضًا باسم (39315) 2001 يو أي 10 وفق تسمية الكوكب الصغير) (بالإنجليزية: 2001 UA10)‏ هو كويكب ضمن حزام الكويكبات؛ وترتيبه 39315 من حيث الاكتشاف.
اكتُشف هذا الجُرم الفلكي بواسطة بحث لنكولن عن الكويكبات القريبة من الأرض في 17 أكتوبر 2001.

## وصلات خارجية
- (39315) 2001 UA10 في قاعدة بيانات مختبر الدفع النفاث لأجرام النظام الشمسي الصغيرة

- الاكتشاف · مخطط المدار ·  العناصر المدارية · المعلمات المادية

- (39315) 2001 UA10 على موقع ويكي سكاي: DSS2, SDSS, GALEX, IRAS, Hydrogen α, X-Ray, Astrophoto, Sky Map, Articles and images